# マルコム・マクレーン
- マルコム・マクレーン
- マルコム・マクリーン
- マルコム・マックレーン
- マルコム・マックリーン

マルコム・マクレーン（英: Malcolm Purcell McLean 1913年11月14日 – 2001年5月25日）は、アメリカの起業家、発明家。
20世紀後半に輸送と国際貿易に革命をもたらした海上コンテナと複合一貫輸送プロセスとなるインターモーダル輸送を発明した輸送起業家。貨物のコンテナリゼーション（コンテナ化）により、個々の貨物を繰り返し荷役作業（ばら積み）する必要が無くなったことで貨物の輸送コストが大幅に削減された。コンテナ化したことで信頼性が向上し、貨物の破損や盗難が減少し、輸送時間が大幅に短縮され、時間に正確となったことで在庫コストも大幅に削減された。輸送コストが大幅に下がったことで製造工場の場所を問う必要性が無くなったことで世界的物流網の発展に大きく貢献している。

## 来歴
1913年、ノースカロライナ州のマックストンでマルコムは出生する。出生名のスペルはマルコム「Malcolm」と綴られていたが、後に「Malcom」へと改名している。
1931年、マルコムがウィンストン・セーラムにある高校を卒業した時、農家を営んでいたマルコムの両親は彼を大学に送るために必要な学費を持ち合わせていなかったため進学を諦めており、マルコムは親戚の紹介で地元の食料品店の仕入れ係として就職している。その後、隣町レッドスプリングスにあるガソリンスタンドが経営者の募集をしており、マルコムは親戚のつてを頼り応募している。ガソリンスタンド経営者となったマルコムはガソリンを仕入れるため親戚から借金し、5ドル安いガソリンを仕入れるため、45キロ離れたフィアットビルまで向かう際、ガソリンスタンドオーナーから裏庭に放置されていたオンボロトレーラーの使用許可を得たことが後の運送会社、「マクレーン・トラッキング・カンパニー（McLean Trucking Co.）」の発端となっている。ガソリンスタンド経営兼タンクローリー運転手としてたった一人きりの会社であった。
まもなく地元で掘り出し物の中古ダンプカーが見つかり、売主に週3ドルのローン払いを認めて貰ったことでこの車両を購入。世界恐慌時代であり、フランクリン・ルーズベルトが宣言した経済政策「ニューディール政策」によって州の公共事業が開始されたことで土砂運搬の契約を勝ち取ることに成功。これで運転手を一人雇用することができたため、そこで、もう一台中古のトラックを購入し、マクレーンは地元で生産された野菜の運搬を始めている。なお、エピソードとしてニューヨークに野菜を運搬する際、橋の通行料が払えなかったため、通行料代わりにレンチを置いており、ニューヨークで積み荷を売却した際の売り上げで帰り道にレンチを取り戻している。
1935年、22歳となったマクレーンは妹のクララ、弟のジムと共にトラック2台、トレーラー1台を保有し、車両持ち込みの運転手6名のほか、自身も一運転手として合計9名による運送会社マクレーン・トラッキング・カンパニーをこの年正式に設立し、ノースカロライナ州、レッドスプリングスに本社を構えたマクレーン社は、ノースカロライナからニュージャージー州へのドラム缶輸送、ニューイングランドへは綿糸の大口契約などを結んだことで順調に軌道に乗り、1940年には戦後好景気も重なり、創業6年目にしてトラック30台、年商23万ドル（約2,500万円）に急成長する。競合他社の複数合併に対し訴訟を起こしながらも果敢に自社の輸送ルートの開拓を行ったことで車両保有台数は162台を数え、ノースカロライナ州からフィラデルフィア、ニューヨーク、ニューイングランド南部地域での輸送に強く、ここでは主にタバコ葉の樽輸送を行っている。1946年には年商220万ドル（約2億4千万円）にまで成長している。
1940年代後半は鉄道貨物需要が落ち込む中、道路整備が進んだことでトラックが台頭し始めており、トラック輸送は年々倍以上の伸びを示している。マクレーンは事業拡大を模索するが、当時アメリカは運輸法の下、新規路線は認可制度となっており、管轄する政府機関である州際通商委員会（ICC）による認可が必要であった。ICCは鉄道事業も包括していたため、鉄道貨物輸送の保護目的もあり簡単に認可されることは無く、輸送効率よりも秩序を重んじたため、数々の条件が設定されており非効率であった。そこで、マクレーンは認可を得るのでは無く、既に欲しい路線の認可を受けている企業の買収を開始する。また、買収額が高い場合、借りることでこれを解決した。労働争議の影響もあり、経営不振に陥っている企業が山ほどあり買収は容易であった。最終的に10社以上を買収したことで1949年には保有台数が600台を超え、規模では全米第8位、利益率で第3位となる大手運送会社へと進化を遂げている。
弱小企業であり運賃の安さでしか相手にして貰えなかったため、競争で勝ち抜くため創業当時からコスト意識が高く、ガソリンエンジンが主流だった時代にディーゼルエンジン車両の採用、大口割引契約による指定給油所での給油、空気抵抗により燃費が変わるため、空気抵抗を減らす新技術を採用したトレーラーの採用、保険費用を減らすため新人とベテランによるチーム作りを行い、新人が年間通し無事故の場合、ベテランに1月分のボーナスを支給する制度を採用し大幅に事故を減らすことにも成功した。また、銀行からの融資もコストを考慮しており、復員軍人が個人事業主として起業する場合、政府が低金利で融資する制度があったため、この制度を利用した復員軍人によるトラック購入と持ち込み制度での積極採用を行ったことでマクレーン運送への低金利融資と変わらぬ結果となった。1950年代には全米初となるプログラムマネジメントを取り入れるため採用した新卒社員を研修に送り出している。
陸運会社として大成したがこれで満足しておらず、モータリゼーションの発展によって渋滞が顕著になったことに頭を悩ませており、沿岸海運企業が第二次世界大戦で過剰になった戦時標準船をタダ同然で譲り受けることが出来たため、いずれ陸運の仕事が奪われるのではないかと危惧しており、1953年「混雑した沿岸地域を走行する位ならトレーラー毎船に乗せて運んでしまえばいいのではないか？」と閃いており、この年の冬に具体的な計画案を立てており、これが門外漢マクレーンが海運事業に進出する契機となった。

## コンテナ化
貨物を「箱」に入れて輸送するアイデアは古くからあり、19世紀後半にはイギリスとフランスの鉄道会社によって家具を木箱に詰め運搬している。第一次世界大戦後、トラックが民間にも普及したことで、シンシナティの運送会社はマクレーンが発明した方法とまったく同じアイデアを思いついており、アメリカで最初にコンテナを取り入れたのは、1920年、ニューヨーク・セントラル鉄道によるスチール製の物であった。1926年にはサザン鉄道と北部鉄道によって運行されたロンドンからパリへの豪華列車「ゴールデン・アロー号/フレッシュ・ドール号」において乗客の手荷物輸送に関し4つのコンテナが使用されている。これらのコンテナはロンドンまたはパリで列車に積載され港まで運ばれている。ドーバー港ではイギリスによるフラットカーによって運搬され、カレー港ではフランスの北部鉄道の貨車によって運搬が行われている。当時、小型のコンテナは船にも積載されているが、これは沖仲仕（港湾労働者）によるバラ積みとの混載方式であった。
マクレーンが1953年に初めて計画した海上輸送案は現代で言うRO-RO船（フェリー）方式であった。当時の法律では陸運と海運は完全に別扱いとなっており、船は移動速度が遅いため鉄道やトラックに比べ安い運賃設定が認められていた。マクレーンは渋滞回避だけでなくコストが安いことにも惹かれており、この制度により同区間で競争相手よりも低い運賃設定が可能となるため、この年の末にターミナル構築に向けた用地買収に乗りだしている。1950年代の沿岸海運業界は不況であった1930年代の半分にまで落ち込み瀕死の状態であった。政府からの投資もほぼゼロに近い状態であり、かつて木材の集積港として栄えた姿は見る影も無く、ニューアーク港を管轄するニューヨーク港湾局（現:ニューヨーク・ニュージャージー港湾公社）は港湾事業を活性化させようと必死であった。ニューヨークの対岸となるニューアーク港はマクレーンが理想とする広大な用地が広がっており、マクレーンのコンテナターミナル構想は港湾公社局長と部長の心を奪う結果となり、公人として初となる支持を表明した。港湾公社には歳入担保債を発行する権限を有していたため、港湾局が建設を行い貸し出すことが可能となるため、マクレーンが直接投資する必要が無い点もまた好都合であった。
こうしてターミナル建設が開始されるとマクレーンは海運企業の買収を目論んでいる。これは運輸法から陸運企業が海運企業を保有することを禁じており、法律違反となるためICCの認可が得られるはずも無く、海運企業の権利を得るため必要な手段であった。検討の結果、ニューヨークを含む16の港に寄港できる権利を持つ「パン=アトラック・カンパニー」を子会社に持つアラバマ州モービルに本社を構える「ウォーターマン海運」に目を付けており、4,200万ドル（約46億4千万円）での買収を開始している。ここでICCの規制を回避するため新会社「マクレーン・インストリーズ」を設立し、CEOとして就任。マクレーン・トラッキング・カンパニーの株式は信託に移管する形で辞職し、ウォーターマン海運の買収を開始しており、これはアメリカ初のレバレッジド・バイアウト（LBO）案件となった。海運企業の権利を得たことでコンテナリゼーションの本格的な幕開けとなった。最終的にマクレーン・トラッキング・カンパニー全株式を売却し、多額の売却益を得ているが、資金運用は一切せず、マクレーン・インストリーズに保有する全資産をつぎ込んでいる。後のメディアインタビューで「全資産を海運に注ぎ込まず一部は安全に運用したいと考えなかったのか？」と問われマルコムはキッパリとこう答えている。
当初計画された車両毎船舶に積み込む方式の「トレーラー船」と名付けられたRO-RO船方式は、船舶の潜在的貨物スペースが無駄になり非効率であった。また、これは「収容能力の破壊（broken stowage）」として認識された。しかし、この初期計画案に連邦政府が興味を示しており、RO-RO船7隻の建造資金として6,300万ドル（約69億6千万円）の政府融資保証を取り付けている。だが、次のアイデアとして現在の形となるシャーシ（トレーラー）毎では無く、単純にコンテナのみ船に搭載する「コンテナ船」または「ボックス船」と名付けられた方式を思い付いたことで、政府から取り付けた融資は使用されずに終わっている。車輪を無くすことで容積が3分の1減り、積み重ねることが可能となるためこの案を採用し、請け負っていたビール配送に関する運賃を試算した所、このコンテナ方式では従来の積み替え方式に比べ約94パーセントの節約に繋がることが判明し、マクレーンは銀行から2,200万ドルの融資が得られたことで、1956年1月、政府から払い下げられた2隻の戦時標準船である2隻のT2タンカーを購入している。

### コンテナ開発

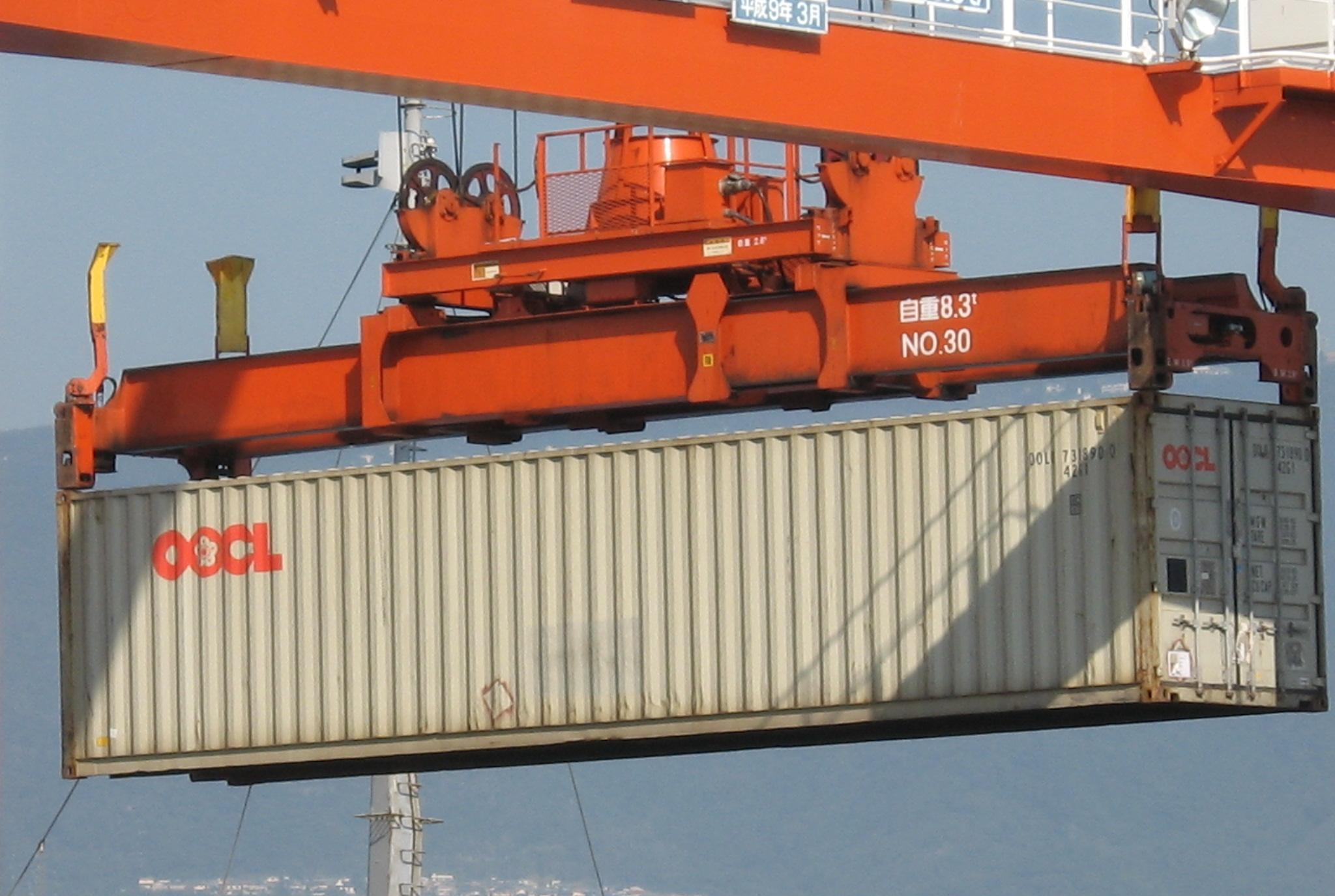
40フィートコンテナを吊り上げるスプレッダー。4隅にツイストロックが取付られている。なお、ツイストロックの発明も行っている

アイデアを思いついた1955年時点で大型のコンテナを製造している会社は無く小型の物が主流であった。そこで、ワシントン州スポーケンにある産業機械を製造していた「ブラウン・インダストリーズ」の主任技師「キース・タントリンガー」を探し出し連絡を試みている。ブラウン・インダストリーズは1949年に30フィート（約9メートル）のアルミ製コンテナを開発しており、見本市や業界の会合上で講演を行うものの「みんな興味は持ってくれるが、買ってはくれなかった」と述懐している。マクレーンはタントリンガーに対し「船、トラック、鉄道で容易に積み替えができる」ことを条件にＴ2タンカーに搭載するため33フィートコンテナの開発を依頼する。その後、タントリンガーはマクレーンの説得によって、半ば強引にパン=アトラック・カンパニーの主任技師として採用された。次にマクレーンはT2タンカーの甲板上下にコンテナを搭載できる様改造を加えている。「メカノ・デッキング（Mechano decking）」と呼ばれたこの手法は、木製のデッキ（板）を甲板に並べる方法となり、マクレーンはこの改造計画も監督する。メカノ・デッキングは航空機などで大型貨物を輸送する際に採られた一般的な手法であった。船の甲板の上と下にコンテナ搭載用のデッキやデッキを支える梁や桁、コンテナを入れるフレームの構築を行い、コンテナが脱着可能なトレーラーのシャーシ設計と再運行までに数ヶ月を要している。
次に解決すべき問題は「クレーン」となり、当時貨物船にはデリック（クレーン）が装備されていることが標準的であったが、重量のあるコンテナをこのデリックで吊り上げるとバランスを崩し転覆する危険性があり採用せず、埠頭に平行に設置された軌道上を移動できる大型クレーン案が採用され、造船所で放置されていたクレーンを見つけ購入し、改造を施した上でニューアーク港とヒューストン港に設置している。コンテナを吊り上げる方式も現在も使用されるコンテナのサイズに合わせた枠を上下させる「スプレッダー方式」がタントリンガーによって開発された。これにより沖仲仕による吊り上げ作業も不要となった。

### 処女航海
1956年4月26日、招待された100人の要人を前に、改造が施されたされたタンカー「アイデアル・X号」（マクレーンの故郷ノースカロライナ州に因み「Maxton」とも呼ばれる）が、ニュージャージー州のポート・ニューアーク港から35フィート（約11メートル）の「トレーラー・バン（Trailer Vans）」と呼ばれたコンテナと共に液体タンクなど58個が積み込まれ、ヒューストン港に向け出航した。アイデアル・X号がニューアーク港を離れると、国際港湾労働者協会の幹部であったフレディ・フィールズに対し、この新型コンテナ船に付いてどう思うか尋ねており、フィールズは「できるならあの畜生を沈めてやりたい（I'd like to sink that son of a bitch）」と答えている。マクレーンは船がヒューストンに接岸後、急ぎヒューストンに向かっている。
1956年時点で殆どの貨物は荷役作業を専門とする沖仲仕の手によって積み降ろしされている。当時、船の手積みは1トン辺り5.83ドルであった。コンテナを使用すると船に積むのに1トン辺り僅か15.8セントであり、36倍の節約となる。コンテナ化されたことにより船への積み卸し時間も大幅に短縮されている。マクレーンは「船は海に居る時のみ金を稼ぐ」ことを知っており、その効率性に基づいて事業を展開した。パン=アトラック・カンパニーのコンテナ輸送部門は「シーランド」の名称で事業を開始し、ニューアーク～ヒューストン間を週1回の頻度で往復している。1957年4月、コンテナ専用として建造された新造船「ゲートウェイ・シティ」が、ニューヨーク、フロリダ、テキサス間で定期運航を開始している。

### ライバル
1954年、マクレーンがニューヨーク東海岸ターミナルを借りた時期、マトソン海運が貨物荷役に関する学術研究機関に対し資金提供を開始している。マトソンは1882年にサンフランシスコで創業した家族経営の会社であり、ハワイ航路から始まり輸送部門で多角化、その後、客船などの旅客輸送やホテル経営、サトウキビ農園や航空会社経営など手広く事業を行っている。その殆どが思いつきで利益は微々たるものであり、マトソンを所有する大株主は他に比べ小規模となるマトソンに無関心であった。1947年に引退を考えていた海運担当役員であったジョン・E・カッシングに3年だけ社長業を依頼する。この提案を受け社長に就任したカッシングは呆れるほど低かった生産性を改善すべく、同社始まって以来となる大幅なコストカットに乗り出す。1948年、それまで袋積みされていた砂糖のバラ積みを開始。原料を貯蔵するサイロ、サイロまで運ぶベルトコンベヤ、専用運搬車両など巨費を投じ自動化したことで大幅にコストが圧縮された。この結果を突きつけられた経営陣はカッシング退社後、一般貨物の改善計画に取り組むことを決意。そこで、設計者として招致したのがジョンズ・ホプキンズ大学の地球物理学者であった「フォスター・ウェルダン」であった。ウェルダンは潜水艦発射弾道ミサイル「ポラリス」の設計に携わっているほか、新しい科学分野「オペレーションズ・リサーチ」での高名な学者であった。コンテナ輸送に関し一切のデータが無いことからデータを集めることから開始しており、集積したデータから最適となるコンテナサイズ高さ8フィート6インチ、長さ24フィートが一番経済的であるとの結果を導き出している。
パン=アトラック・カンパニーの方式も見学し、港でのクレーンに関し初期に採用された岸壁クレーンは旋回式であることを非効率であると判断しており、今日使用されるガントリークレーンの基礎を築き、マトソンはこの方式を採用している。運行に関しコンピューターを導入し、数々のシミュレーションを行い効率的な運行方法も編み出している。

### 国際航海
1958年の夏、パン=アトランティック社は、アメリカとプエルトリコのサンファン間でのコンテナ輸送を新造船「フェアランド」で開始する。しかし、この計画は大赤字を計上し失敗に終わる。プエルトリコは市場として魅力的であったが、港湾作業は旧来の沖仲仕が取り仕切っており、これを考慮することを忘れたため、サンファンに入港したフェアランド含む2隻のコンテナ船は荷揚げを拒否されており、荷揚げ交渉に4か月を費やしている。最終的にマクレーンが折れ、沖仲仕に荷役を発注することで解決した。これにより3年分の利益が吹き飛んでおり、会社は窮地に陥っている。
1960年4月、「パン=アトランティック・スチームシップ・コーポレーション（Pan-Atlantic Steamship Corporation）」から「シーランド（Sea-Land Service Inc.）」に社名を変更。マクレーンの事業は1961年までに黒字化しており、新規航路の開拓と大型船の購入を継続して行っている。
1966年4月、シーランドはニューヨークとオランダのロッテルダム、ドイツのブレーメンとスコットランドのグランジマウス間での輸送を開始している。
1960年代の終わりまでに、シーランドは、フルハーフ・トレーラー（現:日本フルハーフ）製の27,000台のトレーラー型コンテナと36隻のトレーラー船、および30を超える港湾都市へのアクセスを有していた。

## ニューヨーク対ニュージャージー
1963年8月、マクレーンは、更に多くのコンテナを取り扱うため、ニューアーク港に101エーカー（0.41km2）の港湾施設を新たに建設している。1960年代後半までコンテナ市場の発展が遅かったため、多くの港では、コンテナを船舶に積み降ろすクレーンが設置されていなかった。伝統的な業界故に改革の速度は遅く、生計が脅かされるとして港湾労働者組合はこの新しい流れに対し抵抗している。ニューヨーク港はコンテナリゼーションという幸運の到来により、この海運産業の中心都市としての座を手放すまいと躍起になるが、大きな変化故付いて行くことができず、結果、投資が全て無駄となりニューヨークの経済は大打撃を受けることになった。
川を挟んだ土地であるためコンテナの取り扱い量が増えたことでトンネルや橋梁が陸上輸送上のボトルネックとなり大きな障害となった。また、沖仲仕も古くから港周辺に住み、何世代も続く世襲制となり、荷役作業は班を組んで行うため結束が強く、ストライキも頻繁に行われていた。権利運動の結果、公営仲仕が誕生しており、港にトラックで搬入する場合は公営仲仕を通さなければならず、通さず独自に荷役を行うと公営仲仕による妨害行為が待っていた。なお、この過去から現代でコンテナを扱うチームを「ギャング」と呼称する。1953年、ニューヨーク州知事である「トマス・E・デューイ」によってふ頭地区風紀委員会が立ち上げられ、公営仲仕の廃止が決定された。両知事により度重なる舌戦が繰り広げられた結果、ニュージャージーに大型コンテナターミナル「ポートエリザベス」が建設されニュージャージーの勝利に終わった。

## 規格争い

### 国内規格
1950年代後半になるとコンテナは輸送関係者の話題となるが、大半のコンテナは8フィート以下の物ばかりとなり、8フィート以上の物はシーランドとマトソン2社による物であることが1959年に行われた調査から明らかとなっている。各々が使いやすいサイズでコンテナを製造したため互換性が無く、この影響は船だけでなくトラック、鉄道、荷役機器だけでなく荷主まで多岐に渡り、有事の際のロジスティクスに与える影響が大きいことが懸念されたため、1958年、この無秩序なコンテナ開発に終止符を打つべく、アメリカ海軍が後押しする形で連邦海事局（MARAD）が対策に乗り出している。この年の2月専門家会議が開かれるが、コンテナ製造に関する補助金を受けていないシーランドとマトソンの出席は求められていない。会議は紛糾し、唯一絶対の規格を策定することは不可能と判断し、複数サイズを容認することを決定。但し「幅」は標準軌から「8フィート」であること、4隅にスプレッダーが取り付けられる構造を持つことなどは満場一致で可決された。また、当時のヨーロッパは7フィートまでしか対応できなかったが、いずれアメリカの基準が採用されるであろうとの意見が大半を占めている。「高さ」については「8フィート」が多かったが、陸運業界からフォークリフトで乗り入れることができる「8フィート6インチ」案が出され、最終的にこの高さを越えてはならないと決められた。「長さ」に付いては長いコンテナに短いコンテナを積む場合、4点で支持できず構造上加重に耐えることができないとして今後の検討課題とされた。そして最も重要なのは積載時の「最大重量」であり、これはコンテナ、船、トラック、鉄道、荷役機器を製造する際の基準となるため調査が必要であると先送りされた。
規格の統一は既に製造していた大手2社や政府にとって規格外となることで今までの投資や補助金が水の泡になることを意味し、短いコンテナは荷役コストが倍となることで大手は嫌い、プエルトリコ航路の輸送を行っていたブル海運は、変則コンテナもあり、他と連絡しないため独自規格の認可を求め出すなど事態は混乱を極めた。1961年4月14日投票が行われ、海運業者は棄権したが、賛成多数により長さが決まり「10、20、30、40フィート」の4種類となった。ここで今までに無かった「30フィート」が新たに追加されている。40フィートはヨーロッパの道路事情から運搬できず欧州の懸念を汲んだ形となった。アメリカ政府はこのサイズを製造する場合のみ補助金を認める発表を直ちに行っている。

### 国際規格
1961年9月、ニューヨークに国際標準化機構加盟11か国の代表とオブザーバー15か国の代表が集まり標準化会議が行われた。この議席上、アメリカで3年に渡り争われたサイズ問題が繰り返されている。ヨーロッパは歴史上、小型の物が主流であったため、10フィート以下の物も認めて欲しいと懇願するが、アメリカ、イギリス、日本がこの案に反対し、最終的に「5フィート」「6フィート8インチ」を「シリーズ2」として追加する妥協案が採決された。1964年、幅、高さ8フィート、長さ10、20、30、40、シリーズ2として5、6.8フィートをISO規格とすることが決定した。
ロック機構問題
スプレッダーやツイストロック機構はシーランドの特許技術となっているため、各社共シーランドに使用料を払う義務が発生しており、マクレーンはフルハーフの主任技師となっていたタントリンガーからの指南や政府機関からの働きかけもあり、特許権を放棄したことでISO規格として採用された。しかし、その後、強度不足など数々の不備が発見されている。ISOで承認した金具が欠陥品であることが判明したため、急遽エンジニアが招集され問題解決にあたっており、金具の厚みを増すことで全て解決することが判明し、関係者は胸を撫で下ろしている。

### その後
世界統一規格ができたが、30フィートコンテナは殆ど使用されず、10フィートも少数が使用するのみとなり発注は殆ど無く、20フィートは満載した20フィート2個をトレーラーに積むと過積載となるためトラック業界から忌み嫌われており、米国国家規格協会（ASA）の作業部会に対し、満載された40フィートはトラックでは過積載になるとして35フィートを導入すべきとの提案がシーランド、マトソン2社によって行われている。ASAにより高さ8.6フィートが新たに認められたが、35フィートは退けられている。

## ベトナム戦争

### 物資混乱
1965年冬、アメリカ政府はベトナムへの緊急増派を開始する。これにより補給物資の混乱が始まる。ベトナムは南北に長く、1本しかない鉄道は機能しておらず、道路は舗装すらされていない上に分断され、大型船が接岸できる水深の深い港はサイゴン港1か所しかないため一隻が接岸すると他の大型船は沖合に停泊し、そこから艀に移し替える人海戦術が採られている。また、ダナンなど他の港も遠浅のため同様の措置がとられている。委託された民間企業が物資補給を支援しており、23,300名もの労働者が荷役作業に従事していたが、既に手一杯であり、12時間交代で休日返上での作業が行われていた。当時米軍は16種類もの補給方式を運用しており、現場では倉庫やトラックの奪い合いが発生する有様であった。到着貨物を管理するシステムは存在すらしておらず、これら理由により接岸した大型船の荷下ろしは滞り離岸できず、統括する海軍の軍事海上輸送司令部（MSTS）はオフィスさえない状態であった。桟橋は艀で溢れかえり、一隻空にするのに10日から30日程掛かっており、夏は台風が発生するため度々作業は中断された。大半の陸揚げ貨物は野ざらしとなり、南ベトナム軍による組織的窃盗行為も横行していたため、トラックによる貨物移動の際は武装した憲兵が警護のため同乗している。末期には陸揚げを諦め、船を倉庫代わりとして停泊させたため、物資輸送を行う船舶が足りない状況に陥っている。陸軍は戦況がひっ迫していることを理由に兵站に関与しようとせず、空軍は見て見ぬ振りを突き通した。
統合参謀本部が「プッシュ」式の補給方法を採用したことが悪化要因の一つであった。前線の要請に従った物資を送る方法が「プル」となり、兵員の規模に応じて必要となる量を予め決め定期的に送る方式が「プッシュ」となり初期段階において前線に素早く供給する方式としては最良となるが、日々刻々と変化する戦況には向いておらず、このため不要物資が溢れ返り必要物資が足りない状況が発生した。その後、物資補給センターを構築するためダナン港を拡張し、新港を建設する案が国防長官ロバート・マクナマラによって承認されるが、電気、ガス、水道などのインフラは一切無い場所で、軟弱地盤故に大型産業機械を設置するには不向きであったことから事態は一向に改善しなかった。船舶はフィリピンで待機する状況となり、物資が溢れる無秩序な状況をライフによって特集され、それを受け議員が視察し問題視したことで抜本的な改善計画が開始されている。
「物資輸送を必ず成功させる」とマクナラマを口説き落とした民間企業であるアラスカ・バージ社にMSTSが輸送依頼したことで改善の兆しが見られ始めた。そこで、マクナマラは海運業で最先端を行くマクレーンをワシントンに招致し現状説明をしている。その後、マクレーンは度々コンテナを使用した輸送案をワシントンで説いて回るが誰もが「必要ない」との認識であった。これに業を煮やしたマクレーンは海軍大将フランク・ベッソンに直訴することに成功。エンジニア2名と共にベトナムを視察したマクレーンはコンテナを使用すれば全て解決すると判断し、この結果を政府に進言している。政府は軍に対し民間企業のノウハウを導入しろと圧力を掛けるが、軍は始まったばかりのコンテナリゼーションが何なのかを理解できなかったため狼狽し、事態は一向に進展することはなかった。そんな中、シーランドの子会社「エクイップメント・レンタル」がサイゴンでのトラック輸送案件を受注する。コンテナとは一切関係なかったが、ここでの事業を足掛かりにMSTSに対しオークランド - 沖縄間の輸送に関する契約をシーランドと契約することを進言。結果、シーランドとの契約が結ばれ、コンテナを使用した輸送が開始された。12日毎に到着する476個の35フィートコンテナを軽々と捌いたシーランドにMSTSは感服し、ベトナムとアメリカ本土間の輸送依頼を懇願しており、この事業に数社が名乗り上げるが最終的にシーランドが指名される結果となった。
アメリカ本土からコンテナ輸送が開始されるが、ベトナムにはクレーンが設置されていないため、フィリピンのスービック湾までの輸送に限定されている。MSTSは沖縄で見事なまでの手際を知っているため、ベトナムの荷役を統括する第一兵站司令部に対しクレーンを導入しろと強い口調で指示するが、第一兵站司令部はコンテナに乗り気では無く、実際にはクレーンの設置計画すらない状況であった。荷役の混乱は一旦は小康状態になったものの、1966年半ばになると再び貨物量が前年より55パーセントも増えたことで再発し、マクナラマの一声により突貫工事が開始されたことでカムラン湾はコンテナ港へと生まれ変わっている。これにより大型コンテナ船オークランド号が接岸できる様になり、一度で今までの10隻分となる貨物の陸揚げが開始され、港湾作業や輸送などコンテナに関わる全ての事業をシーランドが受注したことで荷役が整然としただけでなく、破損や盗難も大幅に減り、輸送コストまでも下がったことに軍は驚愕し「問題は全て解決された」と1967年の軍の記録に誇らしげに記述されている。米軍はその後の調査からコンテナリゼーションは単なる輸送手段では無く、ロジスティクス・システムであると結んでおり、軍が開発したコネックス・ボックスは廃止され、民間用20フィートコンテナを使用した兵站システムの構築が開始されている。ベトナムへの輸送は1968年と1969年はシーランド収益の40パーセントを占めている。

### 日本への寄港
国防総省との契約から大型船3隻小型船3隻によるベトナムへの運行を請け負い、行きは軍需物資で満載であるが、返りは空のコンテナが大半となり、往復分の運賃を保証されていたため、帰り荷は全て利益となるため何か策が無いか頭を巡らしたマクレーンはある国を閃いている。日本であった。1960年代の日本は高度経済成長期であり世界最速のペースで成長し、アメリカとの貿易額は第二位となっていた。1968年9月にシーランドは横浜 - 西海岸の定期航路開設を行い、コンテナには日本で製造された電化製品が山積みされ日本は輸出ラッシュを迎えている。また、このサービスは1969年に香港と台湾に、1971年にはシンガポール、タイ、フィリピンに拡大した。コンテナの取扱量が飛躍的に伸び始めたことでアジア各地でも挙って港湾建設が開始されており、この中でも一番熱心に取り組んだのがシンガポールであった。惜しみない拡張と作業内容の見直しによるギャングの構成人数を減らすなど効率化を追求した結果、2005年には世界一のコンテナ取扱量となっており、シンガポールのイースト・ラグーン港は世界に名を轟かせるハブ港として君臨している。

## グローバル・サプライチェーン
マクレーンのコンテナリゼーションの利点が明らかになると、競合他社は直ぐに適応している。他社はマクレーンよりも大きな船、より大きなガントリークレーン、より洗練されたコンテナの製造を開始する。1965年の時点でニューヨーク港の年間取扱量は195万トンであったが、翌年は最初の2か月で260万トンを記録し、取扱量は急激な右肩上がりとなった。同時期、国際運行を行っていたのは僅か3社のみであったが、翌年には60社が参入している。このためシーランドは競争力を維持するため現金が必要となった。マクレーンは、自社のトラックがレイノルズのタバコを米国中に輸送していた際、R.J.レイノルズ・タバコ・カンパニーに着目している。1969年1月、レイノルズはシーランド社を5億3,000万ドルの現金と株式で購入することに合意。マクレーンは1億6,000万ドルの売却益を得ており、レイノルズの取締役に就任する。レイノルズは買収を完了させるため、1969年5月に持株会社R・J・レイノルズ（R.J. Reynolds Industries Inc, RJR）社を設立。同年、シーランドは後にアルゴル級車両貨物輸送艦（SL-7）クラスとなった、世界で最大かつ最速のコンテナ船「シーランド・ギャロウェイ」を含む8隻の発注を行っている。
レイノルズ傘下でのシーランドの利益は断続的であった。1974年末までにレイノルズはシーランドに対し10億ドル以上投資し、ニュージャージー州と香港に巨大な貨物ターミナルを建設し、コンテナ船も増強している。シーランド最大の経費は燃料費であったため、1970年にRJR社は「アミノイル」として知られるアメリカン・インディペンデント・オイル社を5,600万ドルで買収している。RJR社は数百万ドルを石油採掘に費やしており、アミノイルを世界の採掘市場で競争するのに十分な規模にまで拡大させている。
1974年、RJR社は最高の年を迎えている。シーランドの収益は10倍近くまで増加し1億4,500万ドルに達しており、アミノイルの収益は8,630万ドルにまで急増している。金融格付け機関のダン＆ブラッドストリートは、RJR社をアメリカで最もよく管理されている5つの企業の1つに挙げている。しかし、1975年シーランドの収益はアミオイルの収益と共に急減している。この2年後、1977年にマクレーンはレイノルズの取締役会は官僚的であったとして辞任し、レイノルズ社との関係を断ち切っている。マクレーンは「私は起業家であり彼らは経営者であった」と残している。
1984年6月、RJR社は、ニューヨーク証券取引所で独立した株式公開会社として、シーランド社の株式分割を行っている。この年シーランドは28年の歴史の中で最も高い収益を計上した。
1986年9月、シーランド社は貨物鉄道企業CSXトランスポーテーションの子会社、アクイジョン（CSA Acquisition Corp.）と合併。シーランド社の株式は、1株当たり28ドルの現金に交換されている。

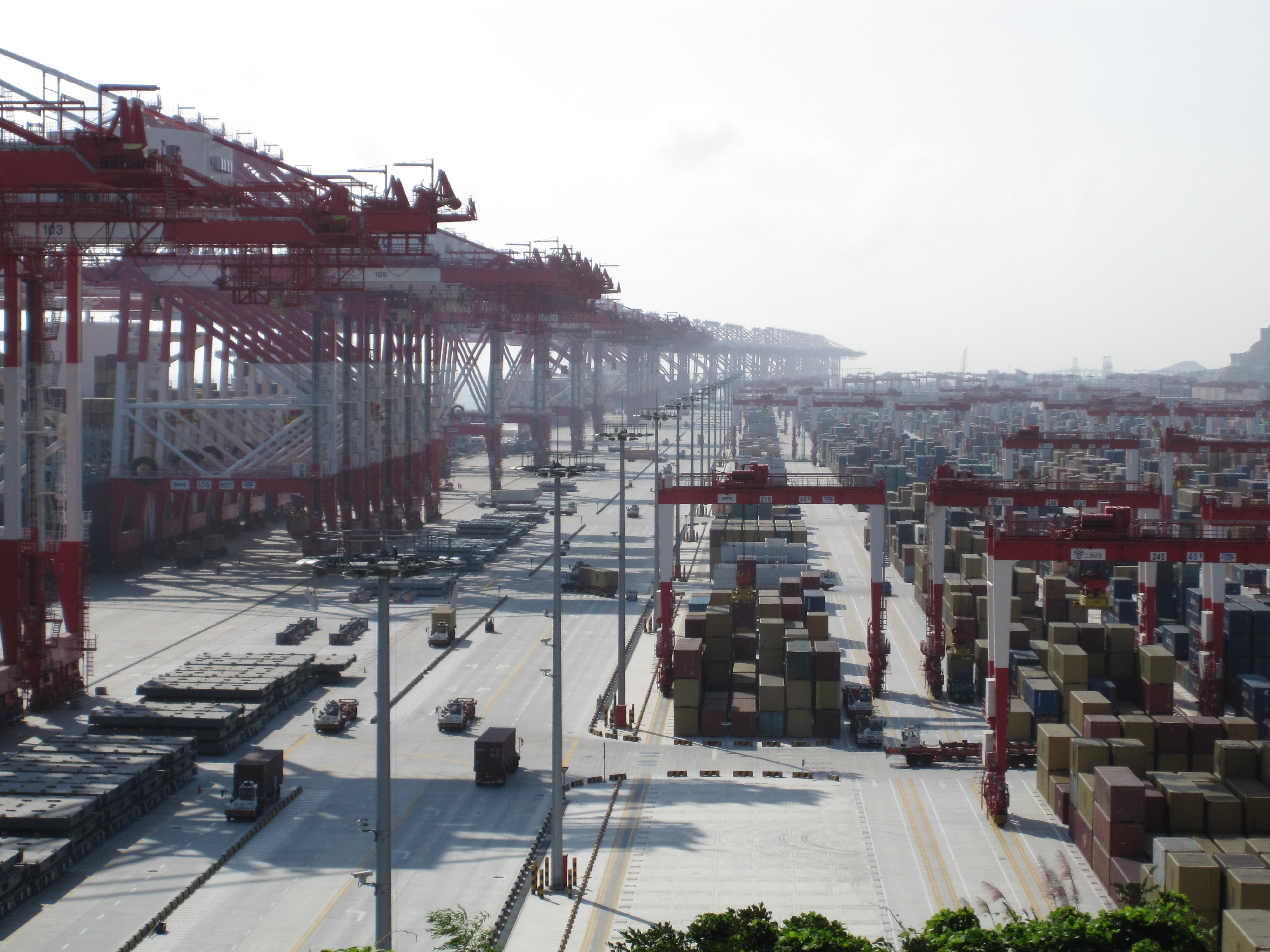
2002年中国で開始されたメガプロジェクトで完成した洋山深水港。日本の主要5か所を合わせた数を遥かに凌駕する年間1,500万TEUのコンテナを取り扱う

シーランドの国際部門は1999年、デンマークの海運企業、A.P. モラー・マースクに売却され、合併後に企業名はマースク・シーランドとなり、2006年には単にマースクラインとして著名となる。国内部門はホライゾン・ラインズとして運行されており、米国本土からアラスカ、ハワイ、プエルトリコ、およびグアム向けの輸送を行っており、これは全米船舶輸送数の約36パーセントを占める。本社はノースカロライナ州、シャーロットに所在する。
コンテナの登場により港湾の勢力地図は容易く塗り替えられ、大手資本の参入により船舶は年々大型化し、大量輸送により輸送コストは考慮する必要性が無いほどまでに低下しており、その後、供給多可になった海運業界は値下げ競争に突入したことで体力を失い、身売りや買収などの業界再編が起きている。石油ショックによる貿易の低迷や紛争による原油価格の上昇は燃油サーチャージ制度ができたものの容易く運賃に転嫁することができず、シーランドが所有するSL7など燃費効率の悪い船舶は採算割れを起こし売却される結果となった。
1990年代に入り世界的な製造工場の海外移転に伴い中国、マレーシア、タイが巨費を投じ大型コンテナ港の建設を行っており、現代ではコンテナ全体の4分の一が中国から出荷された物となっている。2010年にはコンテナ取扱量でシンガポールを抜き上海港が首位に立っている。

## その後
1968年、マクレーンはミシシッピ州、ウェイブランド（現:ダイヤモンドヘッド）で行われた米国南部最大のリゾート型コミュニティの開発プロジェクトに投資を行う。
1978年、マクレーンは海運会社ユナイテッド・ステイツ・ライン（USL）を買収。マクレーンは当時最大であった4,400TEUのコンテナ船団を構築している。全世界の海域輸送を行っていたが、これらの船舶は1970年代の石油不足の影響を受けて設計されたため、燃料効率は良いものの速度が遅く、その後、石油価格が下落した時代で競争するのには適しておらず、USL社は1987年に破産している。この破産によってマクレーンは関連企業などから多くの批判に晒されている。1982年、マクリーンは純資産4億ドルとしてフォーブスへ長者番付の申請を行っているが、数年後、マクレーンは原油価格の上昇に賭け、これが実現しなかった為に13億ドルの負債を抱え連邦倒産法第11章の申請を行っている。
1991年、マクレーンはフロリダ州、ジャクソンビルでアメリカ本土とプエルトリコ、ドミニカ共和国間の輸送を行う陸海運会社トレーラー・ブリッジ（Trailer Bridge Inc.）社を77歳で設立。
この他、マクレーンは患者をストレッチャーから病院のベッド上に持ち上げる技術など、海事以外での発明も行っている。
今日「マクレーンの事業は革命では無く応用に過ぎない」と指摘する歴史家もおり、輸送における荷役コストがかさむ問題は1950年代初頭から認識されており、コンテナが解決策となりうることは指摘されていた。初期に開発されたコンテナは小型の物が中心であり、経済原理を根本的に変える性質や広範囲に影響力を与える物ではなかった。コンテナを使用し経済効果を上げるには出荷の時点で満杯に積み、発地から着地まで一度も開梱されることなく運ばれ初めて効果が最大限に発揮されるためである。マクレーンが優れていたのは海運業は船を運行する産業ではなく、貨物を輸送する産業であることを見抜き、徹底したコスト意識や港、船、クレーン、倉庫、トラック、鉄道による複合一貫輸送システムを構築したことにある。

## 逝去
2001年5月25日、心不全によりマンハッタン、イーストサイドの自宅で逝去。享年87歳。逝去に関しノーマン・ミネタが以下の声明を発表している。
死後まもなくの社説で、ボルチモア・サンは「ロバート・フルトンの次に海上貿易史上最大の革命家としてランク付けされている」と述べている。フォーブスはマクレーンを「世界を変えた数少ない男性の一人」と呼んでいる。
マクレーン葬儀の朝、彼の栄誉を称え、世界中のコンテナ船が同時刻一斉に汽笛を鳴らし追悼を行っている。

## 受賞歴
1982年、フォーチュンはビジネスの殿堂入りに認定。ジュニア・アチーブメントビジネスの殿堂入り。
1995年、アメリカン・ヘリテージは、彼を過去40年間の10人の優れた革新者の1人に指名。
2000年、国際海事殿堂入りし「世紀の男」に選出。米国商船アカデミーから名誉学位を授与。
2006年、ノースカロライナ州交通の殿堂入り。
ニューヨーク証券取引所に上場した企業数3社（およびNASDAQに2社）を唯一行った人物である。